# Nuray Mert
Nuray Mert (Trebisonda, 1960) es una periodista, columnista y politóloga turca que trabaja actualmente para el periódico Hurriyet. Es miembro del grupo Bilderberg.

## Carrera académica
Tras graduarse del Feyziye Mektepleri Işık,  estudió historia y ciencias políticas en la Universidad Boğaziçi de Estambul, donde obtuvo la maestría con la tesis titulada Prens Sabahaddin ve Terakki Mecmuası (en español: Prens Sabahaddin y la revista Terakki) y el doctorado con la tesis titulada Erken Cumhuriyet Döneminde Laik Düşünce (en español: Pensamiento secular en el Periodo Republicano Temprano). Trabajó por algún tiempo como asistente de investigación en la Universidad de Boğaziçi, tras lo cual se convirtió en profesora del Departamento de Ciencias Políticas y Relaciones Internacionales de la Facultad de Economía de la Universidad de Estambul.
Entre 2012 y 2013,  fue una Becaria Internacional en el Centro de Humanidades de la Universidad de Stanford.

## Periodismo
Fue presentadora de televisión hasta ser desvinculada luego que el Primer ministro turco Recep Tayyip Erdoğun públicamente la criticara. El 19 de febrero de 2012 también fue despedida de su trabajo como columnista para el periódico Milliyet. Mert ha señalado de manera pública que teme por su seguridad.
La Asociación de Periodistas de Turquía ha denunciado los ataques hacia Mert por parte del presidente Erdoğun.
En agosto de 2017, fue despedida del diario Cumhuriyet tras escribir un artículo que cuestionaba la validez de evolución y otro en apoyo a los matrimonios muftis.